# 마리카 해크만
마리카 해크만(Marika Hackman, 1992년 2월 17일 ~ )은 잉글랜드의 싱어송라이터이다.

## 음반 목록
- We Slept at Last (2015)
- I'm Not Your Man (2017)
- Any Human Friend (2019)